# Олейников, Василий Семёнович
Васи́лий Семёнович Оле́йников (29 декабря 1920, Екатеринополь, Киевская губерния — 17 сентября 1946, Австрия) — Гвардии лейтенант Советской Армии, участник Великой Отечественной войны, Герой Советского Союза (1945).

## Биография
Родился 29 декабря 1920 года в селе Екатеринополь (ныне — посёлок Калинополь в Черкасской области Украины). С 1924 года вместе с семьёй проживал в селе Вознесенка Красноярского края. После окончания семи классов школы поступил на учёбу в школу фабрично-заводского ученичества и в аэроклуб. В 1940 году был призван на службу в Рабоче-крестьянскую Красную Армию. В 1941 году окончил Свердловскую военную авиационную школу пилотов, в 1942 году — Энгельсскую военную авиационную школу пилотов. С августа того же года — на фронтах Великой Отечественной войны. В боях был ранен.
К концу войны гвардии лейтенант Василий Олейников командовал звеном 143-го гвардейского штурмового авиаполка 8-й гвардейской штурмовой авиадивизии 1-го гвардейского штурмового авиакорпуса 2-й воздушной армии 1-го Украинского фронта. За время своего участия в войне он совершил 103 боевых вылета на штурмовку скоплений боевой техники и живой силы противника, нанеся ему большие потери.
Указом Президиума Верховного Совета СССР от 27 июня 1945 года за «образцовое выполнение заданий командования и проявленные при этом мужество и героизм» гвардии лейтенант Василий Олейников был удостоен высокого звания Героя Советского Союза с вручением ордена Ленина и медали «Золотая Звезда» за номером 7898.
17 сентября 1946 года Олейников трагически погиб в авиакатастрофе. Похоронен на Центральном кладбище Вены.
Был также награждён двумя орденами Красного Знамени, орденами Отечественной войны 1-й степени и Красной Звезды, рядом медалей.

## Память
В честь Олейникова названа улица в Красноярске.
 Именем Олейникова назван самолёт L410 Государственного авиапредприятия Красноярского края «КрасАвиа» (борт RA-67020).